# Canton de Monsols
Le canton de Monsols est une ancienne division administrative française, située dans le département du Rhône en région Rhône-Alpes.
C'était le canton situé le plus au nord du département.

## Communes du canton
- Aigueperse
- Azolette
- Cenves
- Monsols
- Ouroux
- Propières
- Saint-Bonnet-des-Bruyères
- Saint-Christophe
- Saint-Clément-de-Vers
- Saint-Igny-de-Vers
- Saint-Jacques-des-Arrêts
- Saint-Mamert
- Trades

## Histoire
Le canton disparaît à l'issue des élections départementales de mars 2015, qui voient le redécoupage cantonal du département. Il est englobé dans le canton de Thizy-les-Bourgs, à l'exception de la commune de Cenves, rattachée à celui de Belleville.

## Représentation

### Conseillers généraux de 1833 à 2015
| Période | Période       | Identité                                         | Étiquette       | Qualité                                                                           |
| ------- | ------------- | ------------------------------------------------ | --------------- | --------------------------------------------------------------------------------- |
| 1833    | 1836          | Gaspard Dorel                                    |                 | Marchand bonnetier rue Saint-Côme à Lyon                                          |
| 1836    | 1844 (décès)  | Jean-Marie Boucaud                               |                 | Propriétaire-agriculteur maire de Saint-Igny-de-Vers, conseiller d'arrondissement |
| 1844    | 1852          | Jean Etienne Boucaud (fils du précédent)         |                 | Avoué et avocat à Villefranche                                                    |
| 1852    | 1860 (décès)  | Charles Janson                                   |                 | Conseiller honoraire à la Cour de Lyon                                            |
| 1860    | 1870          | Louis Gaulot                                     |                 | Procureur général à la Cour Impériale de Lyon                                     |
| 1870    | 1883          | Richard Vacheron                                 | Droite          | Ancien capitaine des mobiles Maire d'Azolette                                     |
| 1883    | 1894 (décès), | Claude Henri Michon                              | Républicain     | Géomètre, propriétaire à Monsols                                                  |
| 1894    | 1901          | Louis Marie Auguste Alexandre Ruet (1856-1911)   | Républicain     | Médecin à Monsols                                                                 |
| 1901    | 1909 (décès)  | François-Marie Thévenet                          | Républicain     | Avocat - Maire de Monsols, conseiller d'arrondissement                            |
| 1909    | 1934 (décès)  | Louis Leschelier                                 | Rad.            | Maire de Saint-Igny-de-Vers, conseiller d'arrondissement                          |
| 1934    | 1939 (décès)  | Louis Leschelier (1872-1939) (fils du précédent) | Rad.            | Commerçant en bois Maire de Saint-Igny-de-Vers (1934-1939)                        |
| 1939    | 1940          | Louis Leschelier (fils du précédent, 1902-1994)  | Rad.            | Maire de Saint-Igny-de-Vers (1939-1971) Nommé conseiller départemental en 1942    |
|         |               |                                                  |                 |                                                                                   |
| 1945    | 1982          | Louis Leschelier                                 | Rad. puis DVD   | Maire de Saint-Igny-de-Vers (1939-1971)                                           |
| 1982    | 2001          | Joseph Ducarre                                   | UDF-Rad.        | Sylviculteur Maire de Trades                                                      |
| 2001    | 2015          | Daniel Martin                                    | Centriste-MoDem | Chef d'entreprise Maire de Saint-Clément-de-Vers (2001-2014)                      |

### Conseillers d'arrondissement (de 1833 à 1940)
| Période                                  | Période      | Identité                             | Étiquette          | Qualité |
| ---------------------------------------- | ------------ | ------------------------------------ | ------------------ | --- |
| 1833                                     | 1836         | Jean-Marie Boucaud                   |                    | Propriétaire-agriculteur, maire de Saint-Igny-de-Vers                                                       |
| 1836                                     | 1842         | M. Ducroux-Reyssié                   |                    | Propriétaire à Monsols                                                                                      |
| 1842                                     |              | Jacques-François Robat               |                    | Juge au Tribunal civil de Villefranche-sur-Saône                                                            |
|                                          |              |                                      |                    | |
|                                          | 1882 (décès) | Louis Marie Auguste Ruet (1814-1882) | Républicain        | Propriétaire à Monsols                                                                                      |
| 1882                                     | 1895 (décès) | Benoît Marie Briday (1841-1895)      | Républicain        | Propriétaire, maire de Saint-Igny-de-Vers (1894-1895)                                                       |
| 1895                                     | 1901         | François Marie Thévenet              | Républicain modéré | Avocat, maire de Monsols                                                                                    |
| 1901                                     | 1909         | Louis Leschelier                     | Radical            | Maire de Saint-Igny-de-Vers                                                                                 |
| 1910                                     | 1928         | Louis Beau                           | Radical            | Conservateur des hypothèques, maire de Blacé puis de Monsols (1910-?)                                       |
| 1928                                     | 1934 (décès) | Jean Claude Baizet                   | Républicain        | Conseiller municipal de Monsols                                                                             |
| 1934                                     | 1940         | Antoine Passot                       | Républicain modéré | Maire de Monsols                                                                                            |
| 1940                                     |              |                                      |                    | Les conseils d'arrondissement ont été suspendus par la loi du 12 octobre 1940 et n'ont jamais été réactivés |
| Les données manquantes sont à compléter. |              |                                      |                    | |

## Évolution démographique
| 1962  | 1968  | 1975  | 1982  | 1990  | 1999  | 2006  | 2011  | 2012  |
| ----- | ----- | ----- | ----- | ----- | ----- | ----- | ----- | ----- |
| 5 042 | 4 854 | 4 479 | 4 038 | 3 764 | 3 970 | 4 212 | 4 269 | 4 268 |